# 프라이멀 피어 (밴드)
프라이멀 피어(영어: Primal Fear)는 독일의 파워 메탈 밴드이다.